# Gustav Nicolai

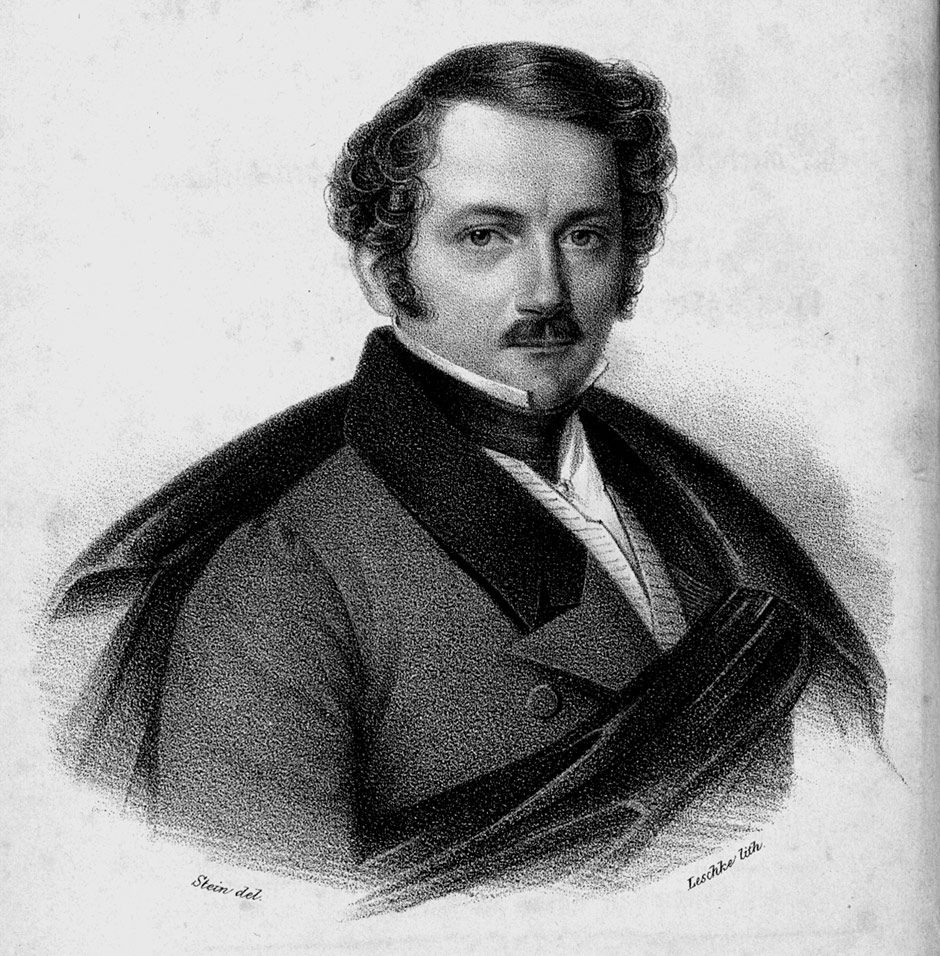
Gustav Nicolai, 1835

Gustav Alexander Wilhelm Nicolai (* 28. Mai 1795 in Berlin; † 21. Dezember 1868 ebenda) war ein deutscher Schriftsteller und Komponist.

## Leben
Nicolai war ein Sohn von Carl Friedrich Wilhelm Nicolai, Geheimem Ober-Finanzrat und Direktor der preußischen Seehandlung, aus dessen Ehe mit Friederike Sophie Riemer. Er wurde in Königsberg in der Neumark erzogen, wo er das Gymnasium besuchte, das er im Alter von 17 Jahren als Primus Omnium abschloss. Während seiner Gymnasialzeit erhielt er außerdem von dem Organisten Gracht Unterricht. 1812 kam er nach Berlin zurück und besuchte noch kurzzeitig das Graue Kloster. Klavierunterricht erteilte ihm Johann Philipp Schmidt. 1813 nahm er an den Befreiungskriegen teil und studierte anschließend in Breslau bei Friedrich Wilhelm Berner. 1820 bis 1843 war er Divisionsauditeur in Berlin und anschließend Privatgelehrter.
Zu seinen Freunden zählten die Komponisten Adolf Bernhard Marx, Gaspare Spontini und Carl Loewe, für den er den Oratorientext Die Zerstörung von Jerusalem schrieb, den Loewe 1833 vertonte. Für den Text erhielt Nicolai von König Friedrich Wilhelm III. eine goldene Dose zum Geschenk.
Weithin bekannt wurde Nicolai mit seiner Reisebeschreibung Italien wie es wirklich ist (1834), in der er ein sehr unfreundliches Bild des Landes entwarf. Sie wurde heftig kritisiert, darunter von Friedrich Wilhelm Gubitz. Gegen die Rezension in Blätter für literarische Unterhaltung vom 1. September 1834 (Nr. 244) klagte Nicolai erfolglos wegen Beleidigung. Das Urteil schrieb Rechtsgeschichte, weil es das Recht der literarischen Kritik definierte.
Unter den Befürwortern der Schrift war König Friedrich Wilhelm III., der Nicolai dafür mit der Goldenen Medaille für Kunst und Wissenschaft auszeichnete.
1835 bis 1843 korrespondierte Nicolai mit Robert Schumann und schrieb mehrere Aufsätze für dessen Neue Zeitschrift für Musik. Der Komponist Otto Nicolai, der gleichfalls Korrespondenzberichte an Schumann sandte, verwahrte sich dagegen, mit Gustav Nicolai verwechselt zu werden.

## Familie
Nicolai war in erster Ehe mit Henriette Dorothea May verheiratet und nach deren Tod ab 1844 mit Leopoldine Concordia Cölestine Grothe (* 1817, † 11. Juli 1852). Nachweisbar sind 1833, 1834, 1836 und 1837 vier Geburten von Kindern, die jeweils im Säuglingsalter starben, sowie aus den 1840er Jahren die Kinder Arthur Gustav (1845–1846), Leontine Cath. Valerie (1848–1868) und Leontine Rosamunde (* 1850).

## Bücher
- Die Geweihten, oder der Kantor von Fichtenhagen. Humoreske in zwei Theilen. Schlesinger, Berlin 1829; 2. Auflage: 1846.
- Jeremias, der Volkscomponist, eine humoristische Vision aus dem 25sten Jahrhundert. Wagenführ, Berlin 1830.
- Italien, wie es wirklich ist. Bericht über eine merkwürdige Reise in den hesperischen Gefilden als Warnungsstimme (für Alle, welche sich dahin sehnen). 2 Bände. Wiegand, Leipzig 1834 – 2. Auflage: 1835 (im Anhang zahlreiche Rezensionen der Erstauflage).
  - Band 1; archive.org.
  - Band 2; archive.org.
  - Neuausgabe der Erstausgabe von 1834, mit Anmerkungen versehen und ergänzt mit zeitgenössischen Kritiken und Dokumenten zum Rechtsstreit wegen Beleidigung. Berlin 2016, ISBN 978-3-945831-07-6.
- Arabesken für Musikfreunde. 2 Bände. Wigand, Leipzig 1835; archive.org.

## Kompositionen (Auswahl)
- op. 1: Die Sängerfahrt, Ballade nach einem Text von Ernst Schulze (1836)
- op. 2: Das Mädchen am Ufer, Ballade nach dem Englischen (1836)
- op. 3–7: Zwölf Balladen nach Texten von Ludwig Uhland (1837)